# Liste der Ober- und Mittelzentren in Sachsen-Anhalt
Die Liste der Ober- und Mittelzentren in Sachsen-Anhalt listet alle Oberzentren, Mittelzentren und Mittelzentren mit oberzentralen Teilfunktionen in Sachsen-Anhalt auf. Grundlage ist der Landesentwicklungsplan für das Land Sachsen-Anhalt 2010.
Die Einträge sind alphabetisch sortiert.

## Oberzentren
| Zentrum       | Landkreis                          |
| ------------- | ---------------------------------- |
| Dessau-Roßlau | Kreisfreie Stadt                   |
| Halle (Saale) | Kreisfreie Stadt                   |
| Magdeburg     | Kreisfreie Stadt, Landeshauptstadt |

## Mittelzentren mit oberzentralen Teilfunktionen
| Zentrum     | Landkreis |
| ----------- | --------- |
| Halberstadt | Harz      |
| Stendal     | Stendal   |

## Mittelzentren
| Zentrum                | Landkreis              |
| ---------------------- | ---------------------- |
| Aschersleben           | Salzlandkreis          |
| Bernburg (Saale)       | Salzlandkreis          |
| Bitterfeld-Wolfen      | Anhalt-Bitterfeld      |
| Burg                   | Jerichower Land        |
| Lutherstadt Eisleben   | Mansfeld-Südharz       |
| Haldensleben           | Börde                  |
| Köthen (Anhalt)        | Anhalt-Bitterfeld      |
| Merseburg              | Saalekreis             |
| Naumburg (Saale)       | Burgenlandkreis        |
| Oschersleben           | Börde                  |
| Quedlinburg            | Harz                   |
| Salzwedel              | Altmarkkreis Salzwedel |
| Sangerhausen           | Mansfeld-Südharz       |
| Schönebeck (Elbe)      | Salzlandkreis          |
| Staßfurt               | Salzlandkreis          |
| Weißenfels             | Burgenlandkreis        |
| Wernigerode            | Harz                   |
| Lutherstadt Wittenberg | Wittenberg             |
| Zeitz                  | Burgenlandkreis        |
| Zerbst/Anhalt          | Anhalt-Bitterfeld      |